# Ampelisca insignis
Ampelisca insignis är en kräftdjursart. Ampelisca insignis ingår i släktet Ampelisca och familjen Ampeliscidae. Inga underarter finns listade i Catalogue of Life.